# Universidad de Surrey
La Universidad de Surrey es una universidad pública de investigación situada en Guildford, Inglaterra. La universidad recibió su Carta Real en 1966, junto con otras instituciones siguiendo las recomendaciones del Informe Robbins. La institución se conocía anteriormente como Battersea College of Technology y estaba ubicada en Battersea Park, Londres. Sin embargo, sus raíces se remontan al Instituto Politécnico de Battersea, fundado en 1891 para proporcionar educación superior y complementaria en Londres, incluyendo a sus habitantes más pobres. Los resultados de investigaciones de la universidad y sus asociaciones globales la han llevado a ser considerada como una de las principales universidades de investigación del Reino Unido.

## Datos
La universidad es miembro de la Asociación de MBA y es una de las cuatro universidades de la University Global Partnership Network. También es parte de la asociación SETsquared junto con la Universidad de Bath, la Universidad de Bristol, la Universidad de Southampton y la Universidad de Exeter. El campus principal de la universidad está en Stag Hill, cerca del centro de Guildford y junto a la catedral de la ciudad; otro de sus campus está en Manor Park, que es donde se encuentran sus instalaciones deportivas. Entre las universidades británicas, la Universidad de Surrey obtuvo el 14.º mejor promedio en los criterios de calificación del Reino Unido en 2015.
Considerado un centro importante para la investigación de comunicaciones móviles y por satélite, la universidad está asociada con el King's College London y la Universidad de Dresde para desarrollar tecnología 5G en todo el mundo. También mantiene varios vínculos formales con instituciones de todo el mundo, incluido el Instituto Internacional de Surrey, iniciado en asociación con la Universidad de Finanzas y Economía de Dongbei. La universidad es propietaria del Surrey Research Park, que ofrece instalaciones para más de 110 empresas dedicadas a la investigación. Surrey ha sido galardonada con tres premios Queen's Anniversary por su investigación, y el Research Excellence Framework 2014 calificó el 78% de los resultados de investigación de la universidad como "líder mundial" o "internacionalmente excelente". Fue nombrada como la Universidad del Año por el Sunday Times en 2016.
El rector de la universidad es el príncipe Eduardo de Kent. Los académicos actuales y eméritos de la universidad incluyen diez miembros de la Royal Society, veintiún miembros de la Real Academia de Ingeniería, un miembro de la Academia Británica y seis miembros de la Academia de Ciencias Sociales. Surrey ha educado a muchos exalumnos notables, incluidos medallistas de oro olímpicos, varios políticos de alto nivel, así como una serie de personas notables en varios campos, incluidas las artes, los deportes y el academicismo. Los graduados suelen abreviar la Universidad de Surrey al Sur cuando utilizan letras postnominales después de su título.

## Estructura
Las actividades académicas de la universidad se dividen en las tres siguientes facultades:
|  | Facultad de Artes y Ciencias Sociales - Facultad de Economía - Escuela de Gestión Hotelera y Turística - Escuela de leyes - Escuela de Literatura e Idiomas - Departamento de Música y Medios - Departamento de Política - Departamento de Sociología - Escuela de Negocios de Surrey - Escuela de actuación de Guildford | Facultad de Ingeniería y Ciencias Físicas - Departamento de Química - Departamento de Ingeniería Química y de Procesos - Departamento de Ingeniería Civil y Ambiental - Departamento de Ciencias de la Computación - Departamento de Ingeniería Eléctrica y Electrónica - Departamento de Matemáticas - Departamento de Ciencias de la Ingeniería Mecánica - Departamento de Física - Centro de Medio Ambiente y Sostenibilidad | Facultad de Ciencias Médicas y de la Salud - Facultad de Biociencias y Medicina - Facultad de Ciencias de la Salud - Facultad de Psicología - Facultad de Medicina Veterinaria |  |